# El placer del viajero
El placer del viajero es una novela de 1981 del escritor británico Ian McEwan. Es su segunda novela y está ambientada en una ciudad sin nombre (aunque la descripción detallada sugiere fuertemente Venecia). Harold Pinter la adaptó como guion para una película dirigida por Paul Schrader en 1990 (The Comfort of Strangers), que protagonizaron Rupert Everett, Christopher Walken, Helen Mirren y Natasha Richardson. La película está ambientada en Venecia.

## Argumento
Mary y Colin son una pareja inglesa de vacaciones en el extranjero, en una ciudad sin nombre. Mary está divorciada y tiene dos hijos, que están con su padre en Gran Bretaña. La pareja disfruta del calor adormecedor y la cercanía del mar y desarrolla un ritmo cotidiano propio de sus vacaciones: tardes y noches largas, despertares tardíos y sexo intenso, comidas exquisitas, paseos para explorar el lugar (donde a menudo se pierden), horas en la terraza que pertenece a su habitación de hotel, aperitivos y algún que otro porro. Su relación ya no es tan apasionada como solía ser, pero es confiada y segura.
Una noche, la pareja se pierde entre los canales y conocen a Robert, quien los lleva a un bar. Más tarde, insiste en llevarlos a su casa donde conocen a su esposa Caroline. Aunque al principio muestran una gran hospitalidad a los invitados, queda claro que los anfitriones tienen una relación peculiar entre ellos. Robert es el producto de una educación sádica y Caroline, que es discapacitada, tiene una visión masoquista incómoda de los hombres como amos ante los cuales las mujeres deben someterse.
Al comienzo de su siguiente encuentro, Robert separa inmediatamente a Colin y Mary y lleva a Colin a dar un largo paseo por la ciudad. Mientras caminan, Robert habla exclusivamente con hombres, todo en un idioma que Colin no entiende. Más tarde, Robert le informa a Colin que les dijo a los hombres que Colin era su amante.
Mientras tanto, Caroline le cuenta a Mary todo sobre la relación sadomasoquista que tiene con Robert. Robert pronto comenzó a volverse muy violento con ella, especialmente cuando tenían relaciones sexuales. Una vez, incluso le lastimó la espalda mientras tenían relaciones sexuales, lo que provocó que Caroline sufriera dolores constantes y cojeara. Sin embargo, Caroline señala que, en cierto modo, disfrutaba que su marido la lastimara y la odiara. Al final, incluso compartieron una fantasía mutua: matar a alguien. Mary no comenta lo que se le acaba de narrar. Más tarde, Caroline prepara té y conduce a Mary a la habitación de ella y Robert. Mary se sorprende al encontrar una pared cubierta con fotografías de Colin. Poco a poco comienza a comprender lo que Caroline y Robert tienen en mente con Colin, empieza a sentirse muy cansada y se queda dormida.
Poco después, Colin y Robert regresan de su paseo y Colin nota que algo anda muy mal con Mary. Resulta que Caroline ha mezclado el té con una droga que paraliza a Mary pero le permite percibir. Como Mary no puede moverse ni advertir a Colin, él todavía no tiene idea de lo que le va a pasar. Tiene que observar impotentemente cómo Robert y Caroline comienzan a tocar a Colin, a besarlo, momento en el que Robert le corta la muñeca con una hoja de afeitar. Como resultado, Colin se desangra hasta morir y Mary se desmaya. Más tarde se despierta en el hospital y descubre que Robert y Caroline se han ido, habiéndose llevado todas sus pertenencias con ellos.
Más tarde, la policía le informa que estos crímenes son comunes.

## Temas
La novela de McEwan explora la cercanía esporádica que existe entre Mary y Colin. Se conocen desde hace siete años y "a menudo olvidan que son dos personas distintas". Además de ser una expresión de su amor, esta cercanía los vuelve débiles y pueriles. Les causa dolor y le permite a Robert aprovecharse de ellos.
El inquietante clímax de la narración sugiere que McEwan está preocupado por dos temas principales. En primer lugar, el comportamiento sádico de Robert y la sumisión de Caroline son manifestaciones de una sexualidad humana cruda y obsesionante. En segundo lugar, los actos de Robert se sitúan en el contexto de su infancia, lo que sugiere que su educación familiar, con un padre dominante y autoritario, una madre sumisa y hermanas mayores y más poderosas, fue responsable de su comportamiento.

## Recepción
David Malcolm, experto en McEwan, sostiene que las reseñas de El placer del viajero fueron positivas, señalando que James Campbell, del New Statesman, la elogió como una "buena novela" y que varios críticos (incluido Anthony Thwaite) la consideraron superior a la novela anterior de McEwan, Jardín de cemento (1978). En la London Review of Books, Christopher Ricks escribió que «el relato de McEwan es tan económico como un escalofrío» y analizó la alarma del crítico inglés John Ruskin sobre la ubicuidad de la muerte en la novela moderna, argumentando que «la fuerza contundente de la historia reside en que deja al descubierto cuán inextirpable es esta conmoción, que hace que sean los más inofensivos y respetables los que sufren tales horrores». Ricks elogió el final por su emotividad.
La novela recibió, sin embargo, críticas desfavorables de algunos críticos estadounidenses. Un escritor de Kirkus Reviews afirmó que, si bien la primera mitad promete una ficción importante, el libro termina en una situación sexual simbólica y perversa que no resulta efectiva como narrativa ni resulta fresca como metáfora. El crítico argumentó: «McEwan parece tener un gran talento, limitado por la necesidad de predicar, filosofar o resolver sus obsesiones privadas; y solo cabe esperar que escribir relatos-ensayo cautivadores pero decepcionantes como este le dé la libertad para escribir ficción más amplia y con una visión más completa en el futuro». " Stephen Koch del Washington Post escribió: "Está mejor escrito [que Jardín de cemento ]. La elegancia de la legibilidad [ sic ] y la habilidad técnica de McEwan –invariablemente muy admiradas– han sido llevadas a un mayor brillo y complejidad. [...] McEwan avanza a lo largo de la mayor parte de este enfermizo relato con sutileza y promesa. "Sin embargo, el crítico también argumentó que "toda esta habilidad está dirigida a un clímax que, aunque es debidamente horroroso, está minado por una cierta delgadez y simple banalidad en su núcleo", escribiendo que el cuento Psychopolis de la colección de McEwan In Between the Sheets cubre los mismos temas de manera más efectiva.
En The New York Times, el crítico John Leonard llamó a McEwan "uno de los pocos escritores ingleses de ficción que pertenecen hoy en día a una Europa oscura; es un Samuel Beckett con cierta organización genital", pero dijo que Thomas Mann ya había escrito la novela y que el libro de Mann era mejor. Leonard argumentó: «Ningún lector comenzará El placer del viajero y no la terminará; hay un mago negro en acción. [...] Y, sin embargo, todo lo erótico también es enfermizo. [...] Esta novela, de un escritor de enorme talento, es definitivamente enfermiza».
En un artículo de 2010 para The Daily Beast, Lucas Wittman incluyó a El placer del viajero como una de las mejores obras de McEwan anteriores a Expiación, escribiendo: «McEwan captura a la perfección la emoción de viajar cuando uno se aleja del entorno familiar y la posibilidad de algo inusual y fuera de lo común parece posible. Por supuesto, al ser una ficción de McEwan, la posibilidad es una verdad brutal sobre cómo las personas encuentran el amor de maneras extremas». En 2014, Eileen Battersby de The Irish Times la empató (con Jardín de cemento) en el quinto lugar de su lista de las mejores obras de McEwan.